# ترنس د مارنی
ترنس د مارنی (انگلیسی: Terence De Marney؛ ‏ ۱ مارس ۱۹۰۸ – ۲۵ مهٔ ۱۹۷۱) بازیگر و نویسنده اهل بریتانیا بود.
از فیلم‌ها یا برنامه‌های تلویزیونی که وی در آن نقش داشته‌است، می‌توان به اسپارتاکوس و جانی رینگو اشاره کرد.